# Politrenica
Politrenica je nenaseljeni otočić južno of otoka Kaprije. Najbliži otok je Ravan, oko 400 metara jugozapadno.
Površina otoka je 2.926 m2, a visina 3 metra.